# Edwin Díaz
Artikeln följer den spanska namnseden; faderns efternamn är Díaz och moderns efternamn Laboy.
Edwin Orlando Díaz Laboy, född den 22 mars 1994 i Naguabo, är en puertoricansk professionell basebollspelare som spelar för New York Mets i Major League Baseball (MLB). Díaz är högerhänt pitcher.
Díaz har tidigare spelat för Seattle Mariners (2016–2018).
Díaz draftades av Mariners 2012 som 98:e spelare totalt och debuterade i MLB den 6 juni 2016. Han har tagits ut till MLB:s all star-match två gånger och har vunnit en Reliever of the Year Award. Han har en gång haft flest saves i American League.
Díaz ingick i det puertoricanska landslaget när de bärgade silvermedaljen vid World Baseball Classic 2017.